# Liten stjärnfruktlav
Liten stjärnfruktlav (Petractis hypoleuca) är en lavart som först beskrevs av Erik Acharius, och fick sitt nu gällande namn av Vezda. Liten stjärnfruktlav ingår i släktet Petractis och familjen Stictidaceae.  Arten är reproducerande i Sverige. Inga underarter finns listade i Catalogue of Life.